# Xã Bancroft, Quận Cuming, Nebraska
Xã Bancroft (tiếng Anh: Bancroft Township) là một xã thuộc quận Cuming, tiểu bang Nebraska, Hoa Kỳ. Năm 2010, dân số của xã này là 668 người.